# SportDigital
Sportdigital – niemiecki kanał sportowy który wystartował w 2008 roku. Kanał dostępny jest na satelicie Eutelsat 9A 9.0°E i Astra 1KR 19.2°E, w kablówkach i platformach IPTV. Kanał nie nadaje w żaden sposób analogowo.

## Dostępność

### Platformy Satelitarne
- Sky Deutschland
- AustriaSat

### Kablówki
- Unitymedia
- Kabel BW
- Kabel Deutschland
- KabelKiosk

### IPTV
- Alice homeTV
- Telekom Entertain

## Prawa Telewizyjne

### Piłka nożna
- Ekstraklasa
- Serie A
- Campeonato Brasileiro Série A
- Eredivisie
- Priemjer-Liga
- Scottish Premier League
- Ligue 1
- / MLS
- Puchar Holandii w piłce nożnej
- Puchar Turcji w piłce nożnej
- Azjatycka Liga Mistrzów w piłce nożnej
- Copa Libertadores
- Frauen-Bundesliga
- Puchar Brazylii w piłce nożnej kobiet
- Puchar Grecji w piłce nożnej kobiet
- Superpuchar Rosji w piłce nożnej kobiet
- Liga Mistrzów UEFA Kobiet

### Koszykówka
- Basketball-Bundesliga
- Puchar Niemiec w koszykówce
- Superpuchar Niemiec w koszykówce
- Euroliga

### Piłka ręczna
- Bundesliga
- 2.Bundesliga
- Puchar Niemiec w piłce ręcznej

### Siatkówka
- Bundesliga niemiecka w piłce siatkowej mężczyzn
- Bundesliga niemiecka w piłce siatkowej kobiet
- Puchar Niemiec w siatkówce mężczyzn
- Puchar Niemiec w siatkówce kobiet

### Siatkówka plażowa
- FIVB World Tour

### Boks
- Gale bokserskie IBF

### Hokej
- KHL

### Badminton
- Mistrzostwa świata w badmintonie